# Bauhinia bowkeri
Bauhinia bowkeri är en ärtväxtart som beskrevs av William Henry Harvey. Bauhinia bowkeri ingår i släktet Bauhinia och familjen ärtväxter. Inga underarter finns listade i Catalogue of Life.

## Bildgalleri

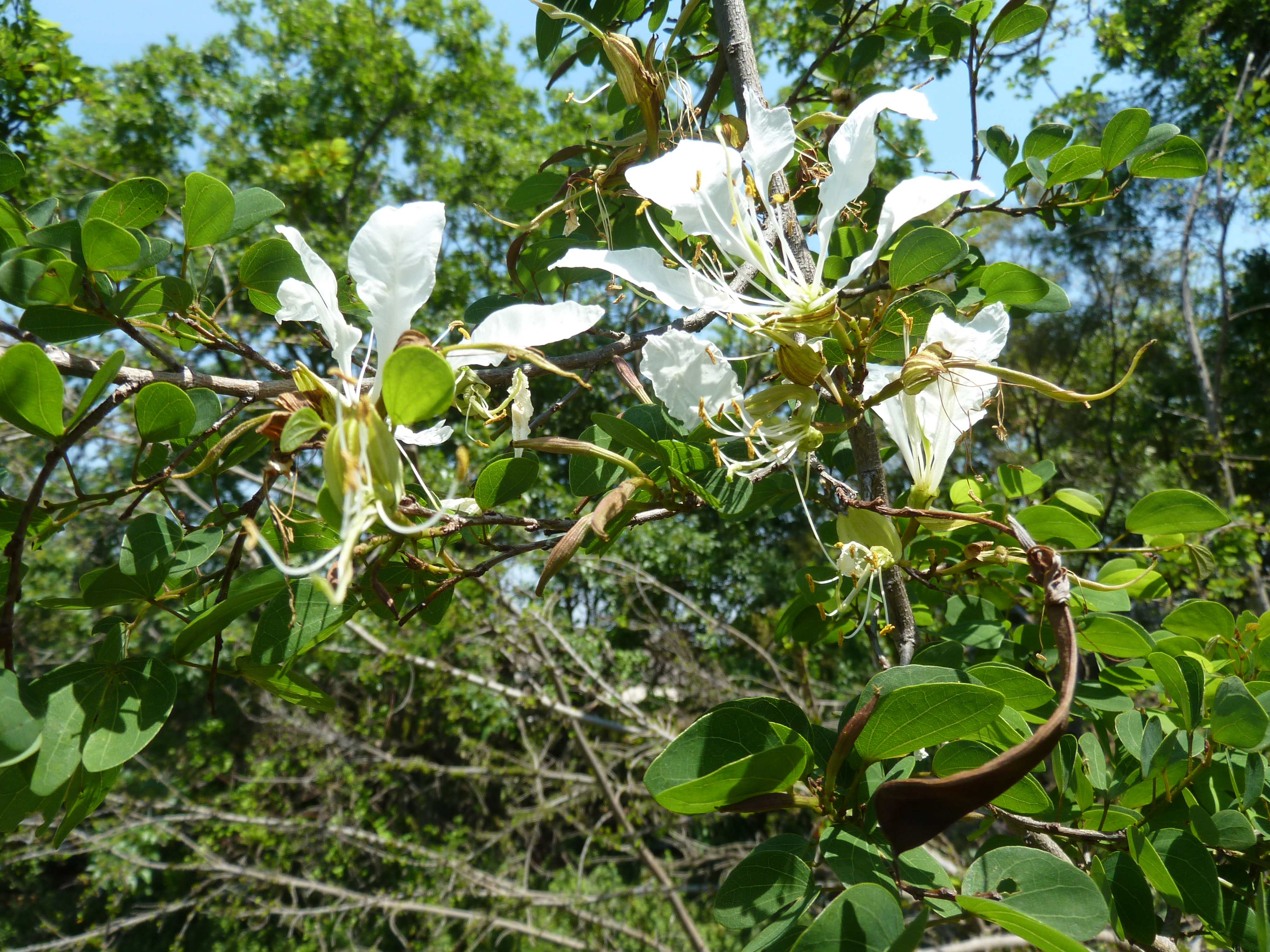
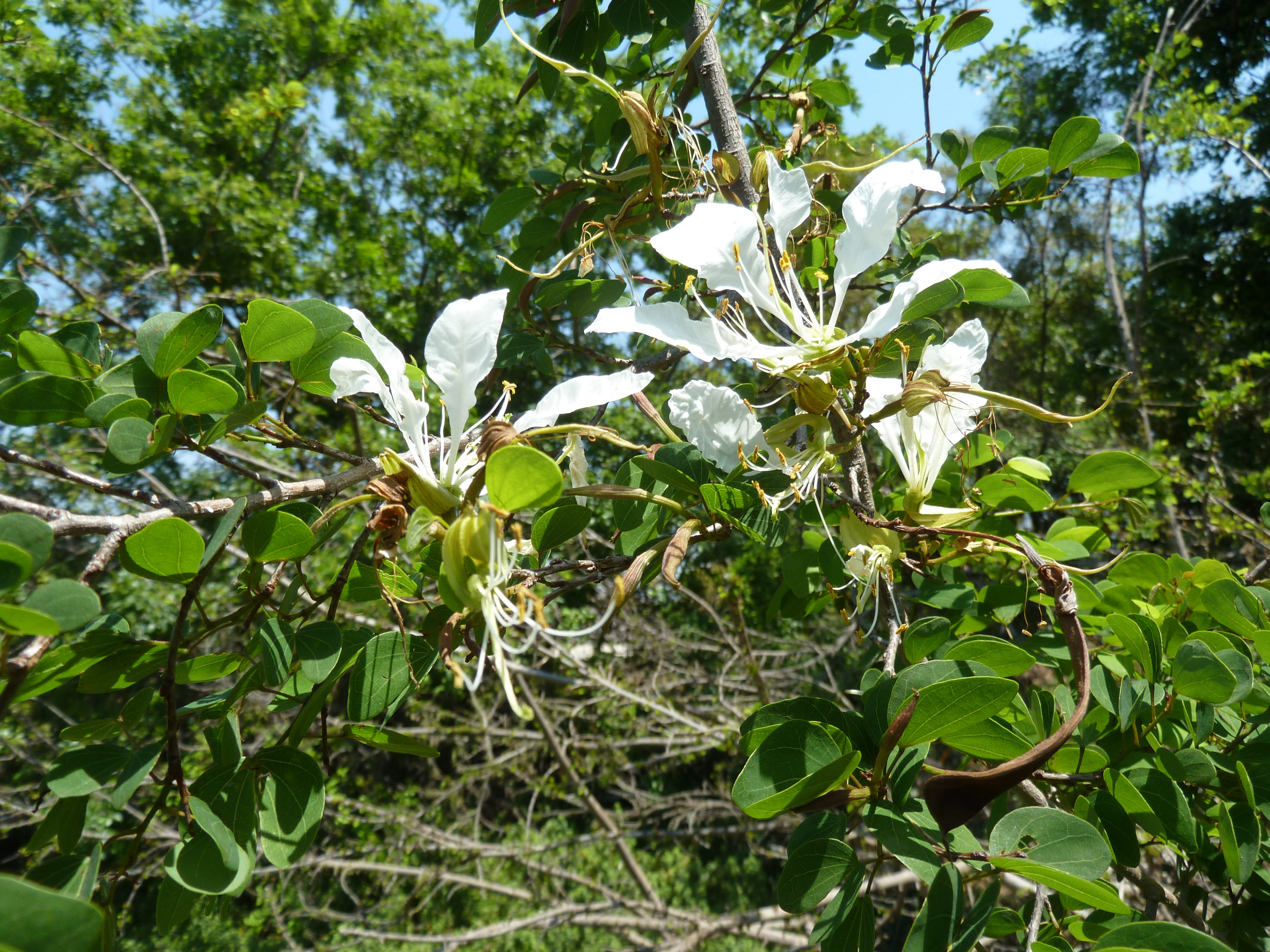